# State Library of Queensland
A Biblioteca Estadual de Queensland é a principal biblioteca de referência e pesquisa fornecida ao povo do Estado de Queensland, Austrália, pelo governo do estado . A sua base legislativa é fornecida pela Lei de Bibliotecas de Queensland de 1988.  Ele contém uma parte significativa do patrimônio documental de Queensland, principais referências e coleções de pesquisa, e é um defensor e parceiro de bibliotecas públicas em Queensland. A biblioteca fica em Kurilpa Point, dentro do Queensland Cultural Centre, no rio Brisbane, em South Bank . 

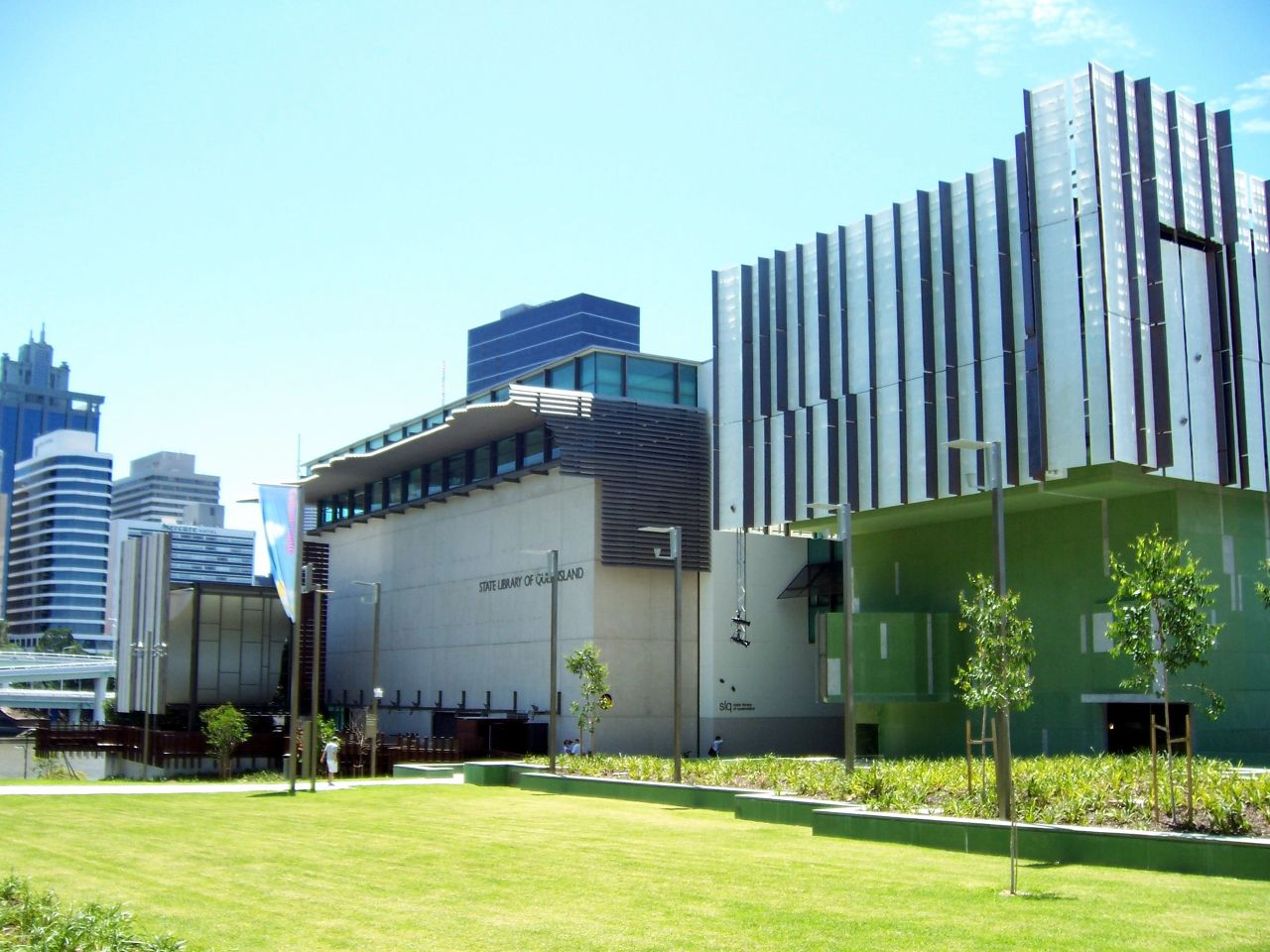
Extremo norte da Biblioteca Estadual de Queensland

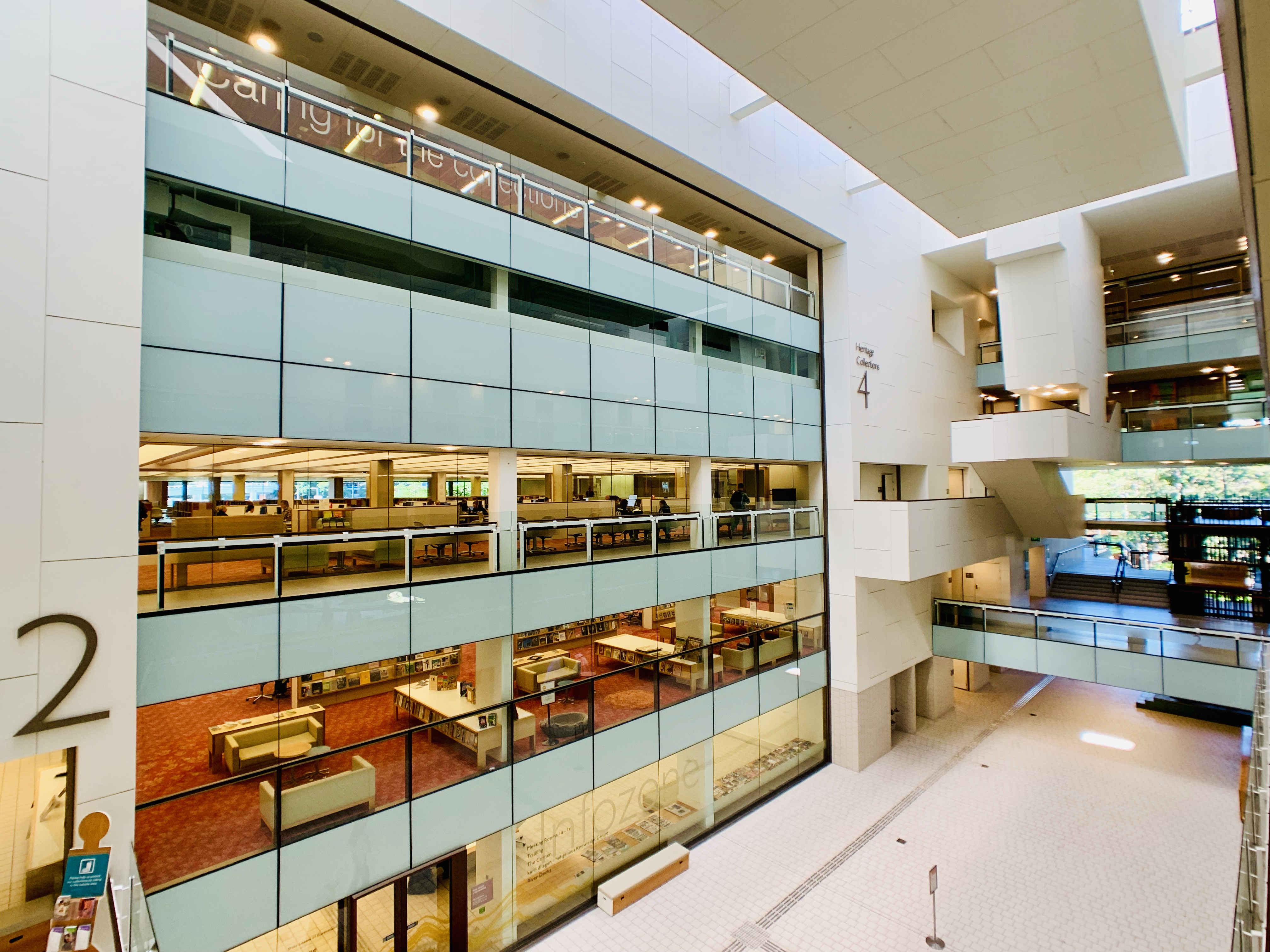
Interior da Biblioteca Estadual